# Av dig, o Gud, jag kallad är
Av dig, o Gud, jag kallad är är en kristen psalm. Texten är skriven av Christoph Christian Sturm och översattes till svenska av Johan Olof Wallin.

## Publicerad i
- 1819 års psalmbok, som nummer 37 under rubriken "B. De förnämsta skapde varelserna. – 2. Människan".